# Rössypottu
Rössypottu es un platillo tradicional finlandés de la región de Oulu, el cual es en gran parte desconocido en las zonas del sur del país.
Es esencialmente un guiso simple, a base de papas (pottu, peruna), un poco de cerdo, cebollas y el ingrediente principal el denominado "rössy" es blodpalt preparado con sangre, cerveza, harina de centeno y algunas especies. El caldo también puede incluir cuello de cerdo, tocino ahumado y puerro.